# Usklici
Usklici ili uzvici nepromjenjive su riječi kojima se izražava neki doziv, osjećaj ili zvuk.
- Osjećaji i raspoloženja:

ah, oh, hehe, he, hura, jao, joj, oho, uh, uf, ijuju, haj, eh, ehe...
- Dozivanje, poticaji:

iš, đija, mic, ej, de, hej, oj, ej, hej, o, hajde, na, halo...
- Onomatopeje:

bum, tras, pljus, hop, mljac, zum, klik, krc, škljoc, kukuriku, vau, bla, mu, mjau, kva-kva...
- Ovdje se mogu ubrojiti i prezentativi za pokazivanje:

ovo, ono, tamo...